# Кастеллаун
Кастеллаун (нім. Kastellaun) — місто в Німеччині, розташоване в землі Рейнланд-Пфальц. Входить до складу району Рейн-Гунсрюк. Центр об'єднання громад Кастеллаун.
Площа — 8,47 км2. Населення становить 5519 ос. (станом на 31 грудня 2020).

## Галерея

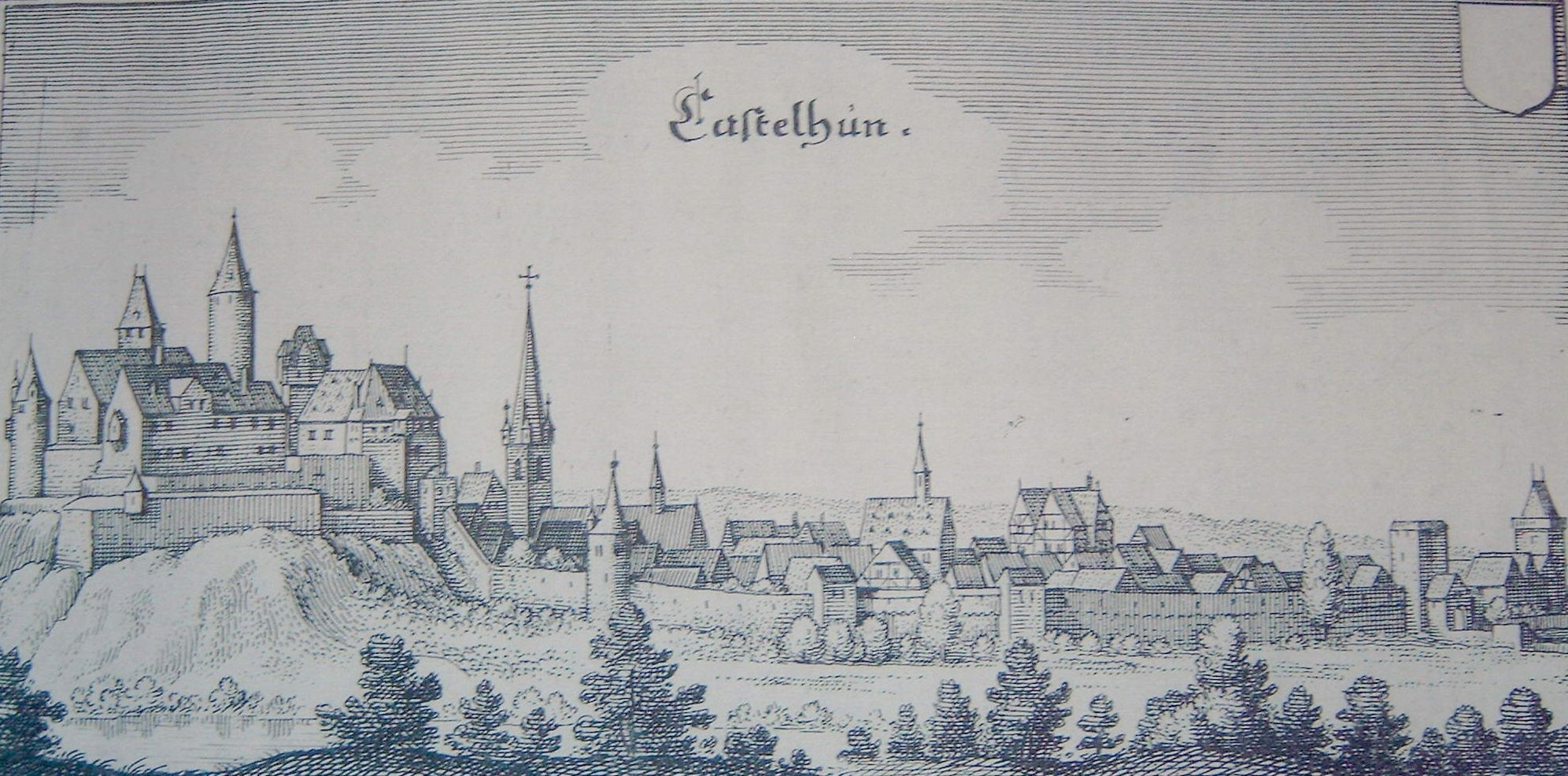
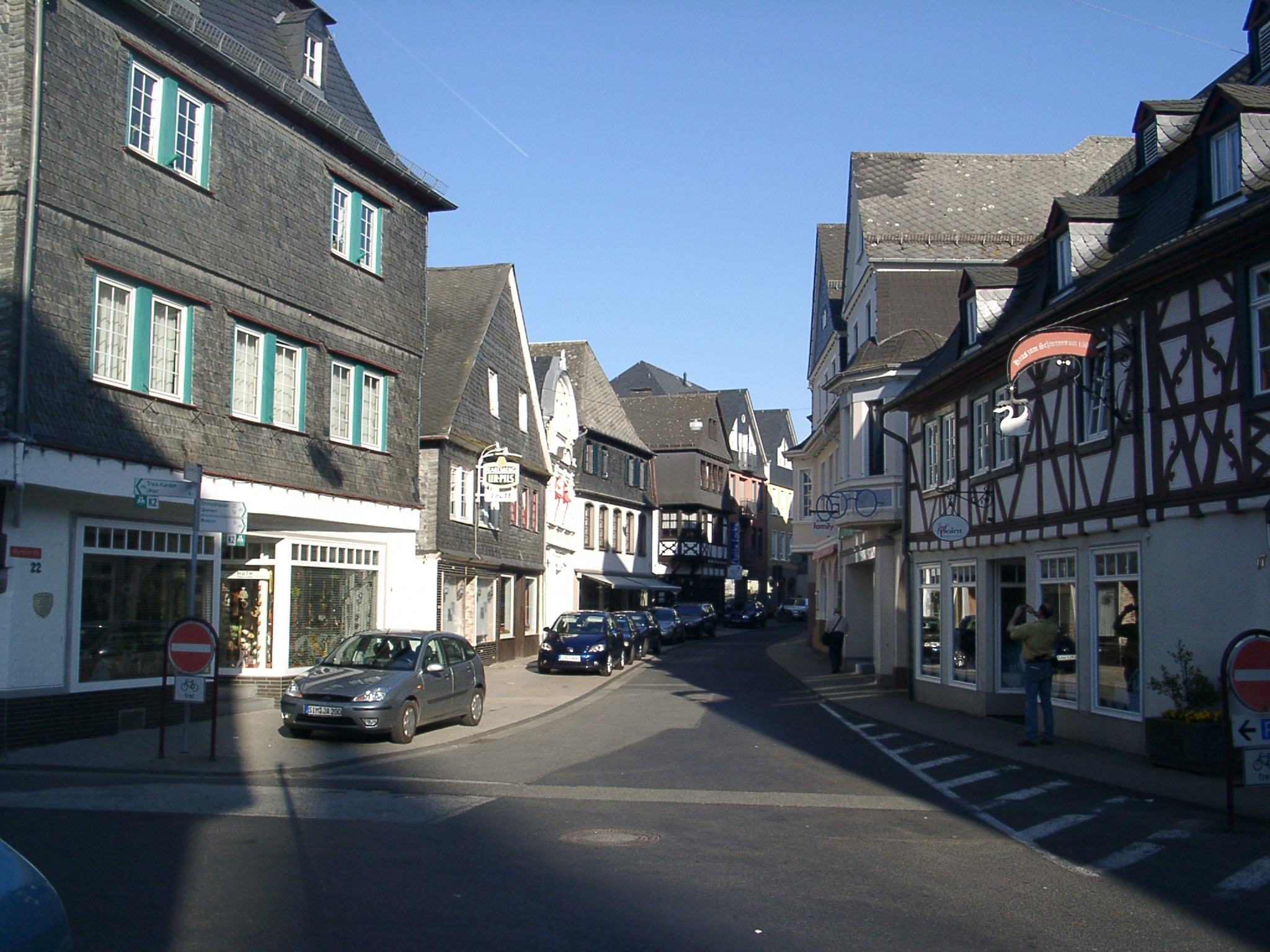
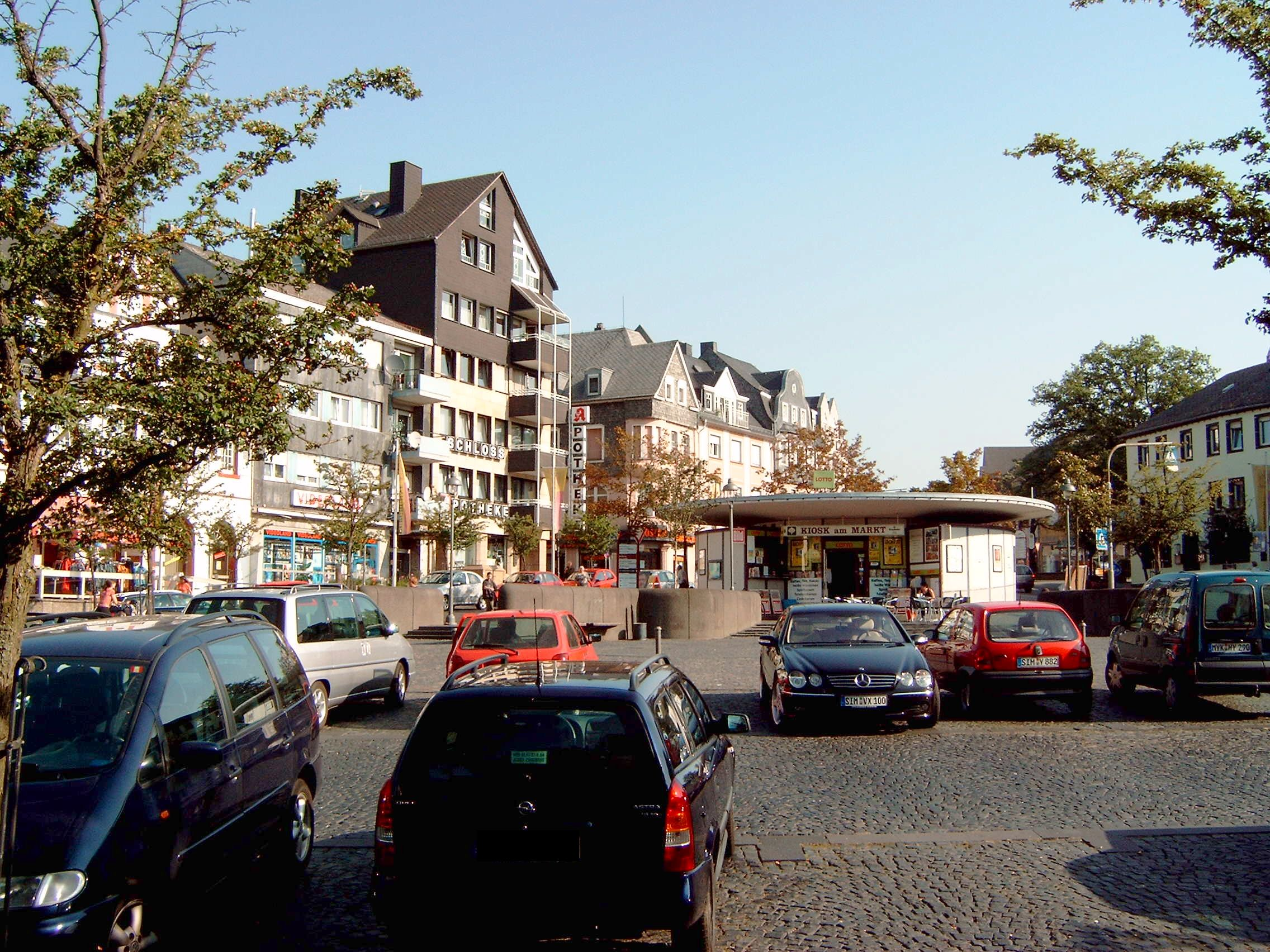
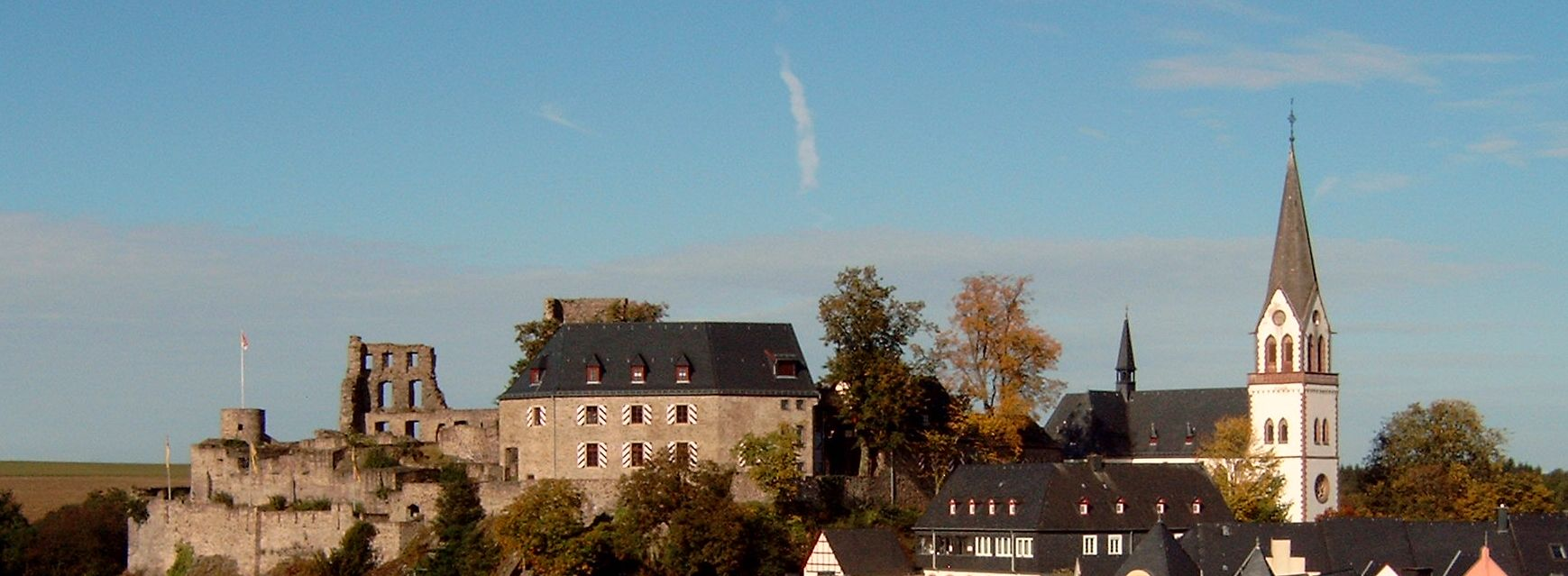
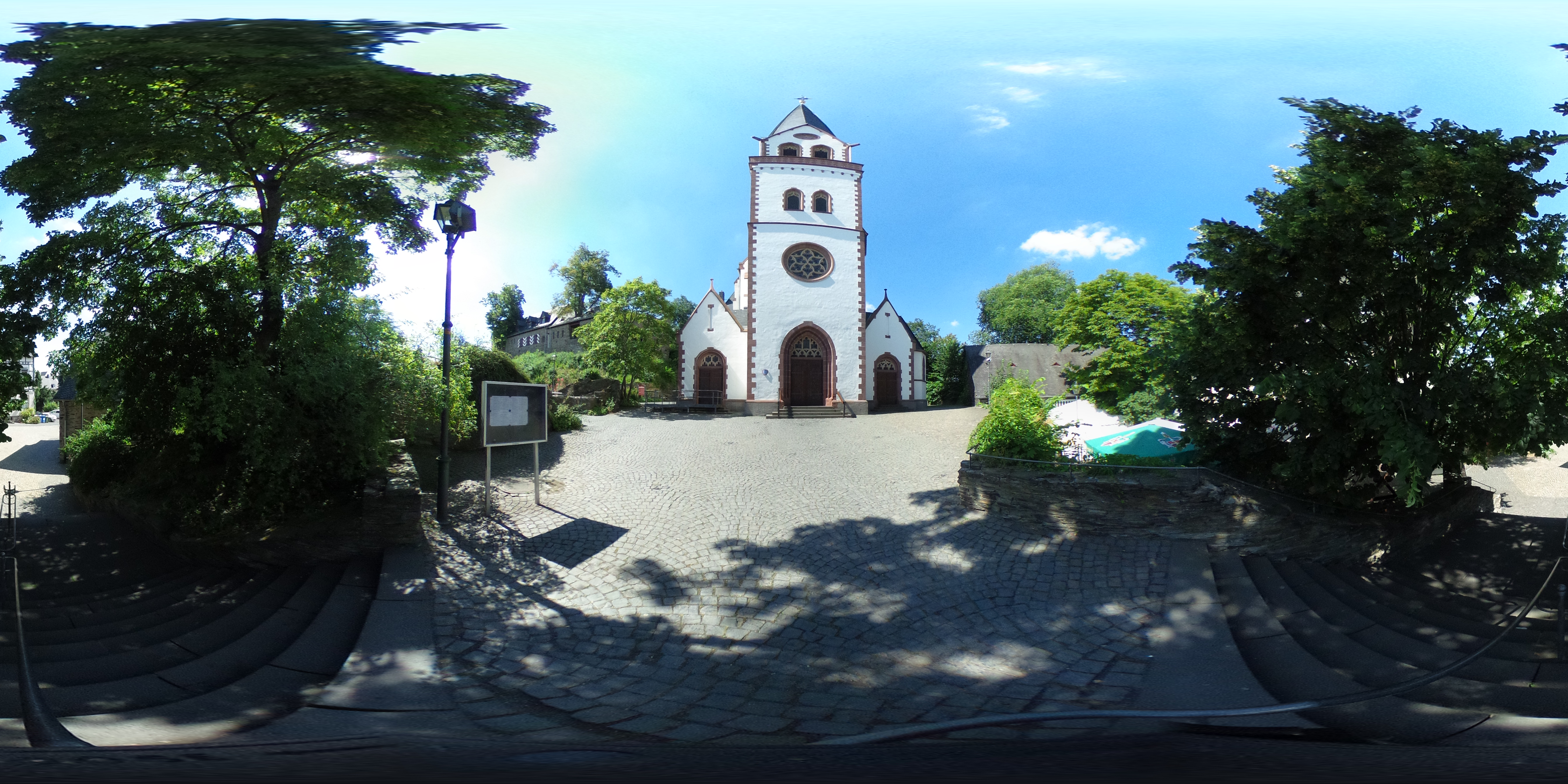